# Юбер Леонар
Юбе́р Леона́р (фр. Hubert Léonard; нар. 7 квітня 1819, Льєж — пом. 6 травня 1890, Париж) — бельгійський скрипаль, композитор і музичний педагог.

## Життєпис
Перші уроки Юбер Леонар отримав у свого батька, а приватні уроки — у знаного педагога О. Рума (1802—1874).
1832 року дебютував у Льєжі. Потім він вивчав скрипку, гармонію та композицію у Франсуа Прюма в Брюсселі та з 1836 по 1839 рік у Ф.-А. Абенека в Парижі.
Звідти поїхав до Лейпцига на запрошення Ф. Мендельсона, в особі якого знайшов відмінного вчителя та знавця німецького музичного життя.
1845—1848 — успішно гастролював з концертами по Європі.
1853 року став професором Королівської консерваторії в Брюсселі, де замінив Ш.-О. де Беріо.
1866 року після суперечки з директором консерваторії Ф.-Ж. Феті та через проблеми зі здоров'ям оселився в Парижі, де працював солістом, композитором і викладачем.
Під час франко-прусської війни у 1870—1872 роках викладав у Льєзькій консерваторії.
Серед його учнів були М. Марсік, С. Томсон, А. Марто, Г. Шрадек.
Його твори як композитора майже повністю забуті й використовуються переважно для навчальних цілей.
Автор відомої обробки 12-ї скрипкової сонати А. Кореллі (тв. 5).